# Dialektuskontinuum

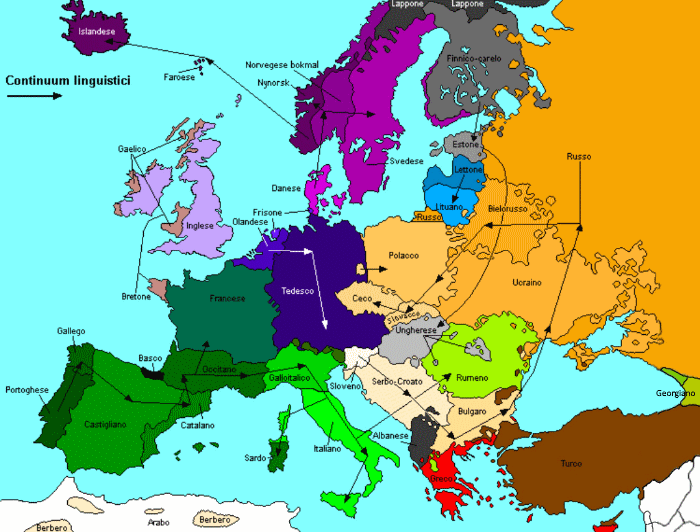
A fontosabb dialektuskontinuumok Európában. A hasonló színek ugyanahhoz a dialektális kontinuumhoz tartozó nyelveket jelölnek, a folytonosság irányát a nyilak mutatják.
----

A dialektológiában dialektus- vagy dialektális kontinuum, nyelvjáráskontinuum kisebb-nagyobb földrajzi területre kiterjedő dialektusok sora. A kontinuum mindegyik pontjában az ottani dialektus beszélői értik a szomszédos dialektusok beszélőit, de nem szomszédos dialektusok között a kölcsönös érthetőség nehéz lehet vagy éppenséggel lehetetlen. Viszonylag terjedelmes dialektuskontinuum példája a holland és a német nyelv dialektusaié, mely Belgiumtól Ausztriáig terjed, Hollandián, Németországon és Svájcon keresztül.
Analógia létezik a dialektuskontinuum és a biológiában ismert gyűrűfaj között. Ezt olyan szomszédos populációk sora alkotja, melyek közül az egymással viszonylag rokonok szaporodhatnak egymással, de van közöttük legalább két olyan populáció, melyek nem eléggé rokonok ahhoz, hogy lehetséges legyen a szaporodás egymás között. Ennek ellenére genetikailag összekapcsolják őket a közbülső populációk.
Az elsők között, akik megállapították, hogy lehetetlen világos határt vonni szomszédos dialektusok között, Leonard Bloomfield  volt, aki (angolul) dialect areas „dialektális területek”-ről beszélt. Ugyanakkor megjegyezte, hogy lehetséges közöttük izoglosszáknak nevezett demarkációs volalakat húzni, de csak egyes különböző nyelvi elemek, azaz hangtani, lexikális és nyelvtani vonások alapján.
Amikor egy adott földrajztudományi területen egymással rokon nyelvi változatok kontinuumot alkotnak, eloszlásukat a földrajzi és a nyelvi távolság közötti közvetlen, monoton viszony jellemzi.

„Egyik falutól a másikig utazva egy bizonyos irányban, azokat egymástól elkülönítő nyelvi különbségeket tapasztalunk. Olykor a különbségek nagyobbak, máskor kisebbek, de mindenesetre felhalmozódnak. Minél messzebb jutunk kiindulópontunktól, annál nagyobbak a különbségek.”

A kontinuitás minőségét befolyásolhatja sztenderd nyelvek létezése. Tipikus dialektuskontinuum példája a Klevelandish-nak nevezett, eredeti állapotában, mely az 1830-ban Hollandia és Németország között megvont államhatár egyik és másik oldalán létező terület északi részén, Duisburgtól (Németországban) Nijmegenig (Hollandiában) terül el. A két oldal között nincs sem természetes határ, sem dialektusok közötti, de ezek kontinuitását fokozatosan befolyásolta a sztenderd holland és német nyelvek kialakítása és meghonosítása. Az itteni dialektusok beszélői ma is tudják lingua franca-ként használni dialektusaikat a határon túli kommunikációban, de ezen beszélők száma gyorsan apad.

## Egyéb példák dialektuskontinuumokra

### Európában
Számos dialektuskontinuum létezik. A fentin kívül egy másik germán kontinuum az északi germán nyelveké, amely Dániát, Svédországot és Norvégiát foglalja magába.
Egy másik dialektuskontinuum Európában a déli szláv nyelveké, mely Szlovénia északnyugati részétől Bulgária délkeleti részéig terjed, Horvátországon, Szerbián, Montenegrón és Macedónián keresztül. 1990-ig ebben sztenderd nyelvek a szlovén, a szerbhorvát, a macedón és a bolgár voltak, de Jugoszlávia szétesése után a szerbhorvátból négy sztenderd nyelv lett, a szerb, a horvát, a bosnyák és a montenegrói.
Létezik egy északi szláv dialektuskontinuum is, amelynek fontosabb sztenderd összetevői az orosz, az ukrán, a belarusz, a lengyel, a szlovák és a cseh nyelv.
A nyugati újlatin nyelvek dialektuskontinuumot alkotnak Portugália partjaitól, Spanyolországon és Franciaországon keresztül Belgium közepéig, és onnan Olaszország déli részéig, olyan kölcsönös érthetőségű területekkel, melyeket az említett államok határai szelnek át.

### Ázsiában és Afrikában
Közel-keleti dialektuskontinuum a vaskorbeli sémi nyelveké volt, Szíria és Palesztina egész területén, mely dialektusait nem választották el sem politikai, sem vallási határok. Ebből a kontinuumból vált ki például a héber nyelv.
Mai sémi dialektusok kontinuuma az arab nyelvé, mely Marokkótól Irakig terül el. Ázsiában még megemlíthető az Észak–Indiai indoárja nyelvek nagy részéből álló kontinuum, és a nagy elterjedésű török nyelvek alkotta, a törökországi török nyelvtől a kínai ujgurig. Az, hogy ezek esetében több nyelvről van szó és nem egyről, nyelvieken kívüli tényezőknek tudható be, melyek sokuk esetében külön sztenderdek kidolgozásához vezetett.
Az eddig bemutatottak földrajzi dialektuskontinuumok. Afrikában fel lehet hozni az angolul fula vagy fulani-nak, franciául peul-nek nevezett idióma példáját, melyet Nyugat-Afrika 17 államában beszélnek, a Szahara déli szélén elterülő szavannasávban, Mauritániától és Szenegáltól Csádig. Tíz-tizenöt főbb dialektusterületből áll, melyek között több száz más idiómát beszélnek, tehát nem földrajzi kontinuumról van szó, hanem csak nyelviről, és egységes nyelvnek tekintik.